# Lövskugglöpare
Lövskugglöpare (Platynus assimilis) är en skalbaggsart som först beskrevs av Gustaf von Paykull 1790.  Lövskugglöpare ingår i släktet Platynus, och familjen jordlöpare. Arten är reproducerande i Sverige.

## Bildgalleri

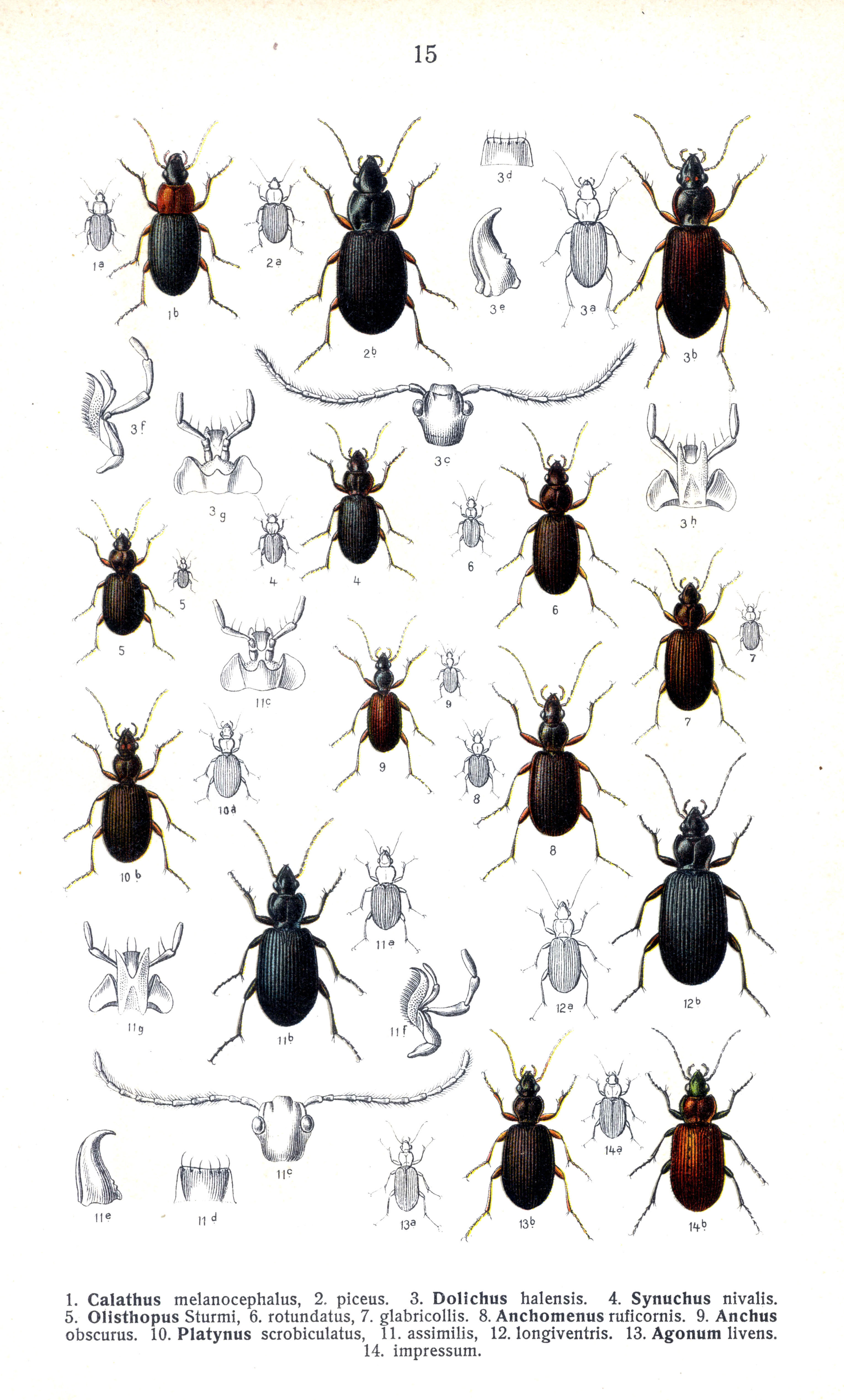